# Verein zur Erhaltung der Rechtsstaatlichkeit und bürgerlichen Freiheiten
Der Verein zur Erhaltung der Rechtsstaatlichkeit und bürgerlichen Freiheiten war ein in Deutschland eingetragener Verein, der die Partei Alternative für Deutschland (AfD) in Wahlkämpfen unterstützte.

## Gründung und Ziele
Der Verein wurde im September 2016 gegründet. Die Gründungsversammlung leitete Rolf Schlierer, der allerdings selbst nicht Mitglied wurde. Vorsitzender war David Bendels. Vorläufer des Vereins war die „Vereinigung zur Erhaltung der Rechtsstaatlichkeit und der bürgerlichen Freiheiten“. Der Sitz war in Stuttgart-Degerloch.
Laut eigenen Angaben ging es dem Verein um „die Förderung der politischen Meinungsbildung und der demokratischen Debattenkultur in Deutschland“. Er sei „bewusst parteipolitisch ungebunden“ und es gehe „ihm nicht um Personen, Posten und Pfründe, sondern um Werte, Inhalte und die Zukunft“ des Landes. Programmatische Grundlage des Vereins war das Manifest der „Vereinigung zur Erhaltung der Rechtsstaatlichkeit und der bürgerlichen Freiheiten“.
Der Verein hatte keinen Gemeinnützigkeitsstatus.

## Aktivitäten
In Baden-Württemberg, Rheinland-Pfalz, Mecklenburg-Vorpommern und Berlin unterstützte die gleichnamige Vorläufervereinigung den Landtagswahlkampf 2016 der AfD mit Plakaten, Werbespots im Internet und der Gratis-Zeitung „Extrablatt“. In der NZZ wurde im April 2016 eine Merkel-kritische halbseitige Anzeige geschaltet.  Zur Landtagswahl im Saarland 2017 und in Schleswig-Holstein 2017 wurde ein zehn Seiten umfassendes Extrablatt verteilt. Im Wahlkampf der Landtagswahl in Nordrhein-Westfalen 2017 warb der Verein mit Großplakaten und 2,6 Millionen Exemplaren der Wahlkampfzeitung Extrablatt für die AfD. Der Verein kündigte auch für den Bundestagswahlkampf Aktivitäten an und schaltete folgerichtig am 17. August 2017 eine halbseitige Anzeige in der FAZ, in der die ehemalige CDU-Abgeordnete Erika Steinbach ihre Unterstützung für die AfD erklärte.
Laut dem Geschäftsführer des Studienzentrums Weikersheim soll es „in der Zukunft eine lose Zusammenarbeit zwischen dem Studienzentrum Weikersheim und dem Verein geben. Wir sehen größere Schnittmengen.“
Ebenfalls bestehen Kontakte zu Politikern und Journalisten der SVP in der Schweiz sowie zu deren Werbeagentur Goal des SVP-Politikers Alexander Segert.
Ab Mitte Juli 2017 gab der Verein die Abonnement-Wochenzeitung Deutschland-Kurier für AfD-Sympathisanten heraus, zunächst in Berlin mit einer Startauflage von 300.000 Exemplaren. Als Chefredakteur zeichnet David Bendels verantwortlich. Kolumnisten waren unter anderen Peter Bartels (heute Redaktionsmitglied von PI-News und Autor im Kopp Verlag), die fraktionslose Bundestagsabgeordnete Erika Steinbach, Konrad Adam, Guido Reil (AfD) und die österreichische Bundespräsidentschaftskandidatin der FPÖ von 2010, Barbara Rosenkranz. Ab Oktober 2018 ist zwar nicht mehr der Verein Herausgeber des Deutschland-Kuriers, sondern eine Conservare Communications GmbH, Bendels aber noch immer Chefredakteur. Eine seitens eines Vertrauten von Alice Weidel angebahnte finanzielle Unterstützung der AfD-nahen Desiderius-Erasmus-Stiftung wurde nicht realisiert.
Nachdem die Bundestagsverwaltung überprüft, ob die großzügige Unterstützung der AfD in Millionenhöhe durch den Verein gegen das Parteiengesetz verstößt, verkündete der Bundesvorstand der AfD eine Unterlassungserklärung gegen jegliche weitere Wahlwerbung für die Bundes-AfD durch diesen Verein und direkt durch die Schweizer PR-Agentur Goal. Der Bundessprecher Jörg Meuthen behauptete später, dass die Bundes-AfD nie mit besagtem Verein zusammengearbeitet hätte, seine eigene Homepage wurde aber von Goal laut Rechenschaftsbericht seit 2016 als Freundschaftsdienst vergünstigt erstellt und betreut. Auch war der Vorsitzende des Vereins zur Erhaltung der Rechtsstaatlichkeit und bürgerlichen Freiheiten David Bendels einige Tage nach der Unterlassungserklärung der Bundes-AfD und vier Tage vor der Behauptung Meuthens vom Landesverband der AfD in Hessen als Wahlkampfredner eingeladen worden. Weitere Teilnehmer der Veranstaltung waren der Bundestagsabgeordnete Martin Hohmann und der damalige stellvertretende Sprecher des Landesverbandes der AfD in Sachsen Maximilian Krah.
Im Juli 2018 erhielt Vereinsvorsitzender David Bendels eine anwaltliche Abmahnung des AfD-Bundesvorstands mit der Aufforderung, das Partei-Logo nicht mehr zu verwenden, da die veröffentlichte Werbung „dazu geeignet [sei], zu der irrigen Annahme zu führen, dass es sich dabei um Werbung unserer Mandantin handelt“. Eine Klage gegen den Verein wurde zudem angekündigt. Der CDU-Bundestagsabgeordnete Philip Amthor erhob den Vorwurf: „Die AfD hat sich wohl ganz bewusst in eine rechtliche Grauzone der Parteienfinanzierung begeben.“ Die jetzt vorgegebene Distanzierung sei „mehr als fadenscheinig und wenig glaubwürdig“.

### Conservare Communications GmbH

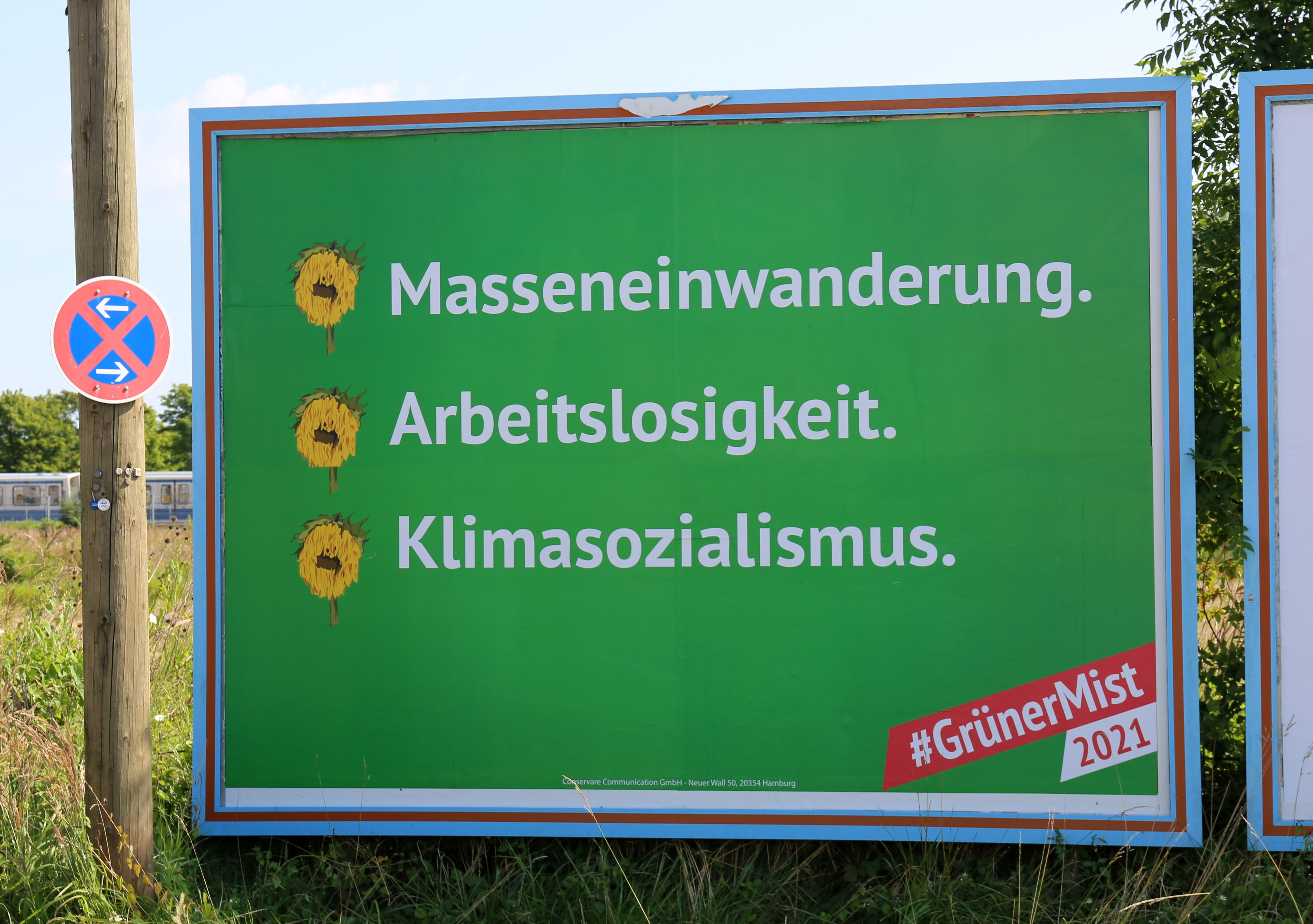
Anti-Grünen-Plakat zur Bundestagswahl 2021, aufgestellt von der AfD-nahen Conservare Communications GmbH in München

Als Herausgeber wurde im „Deutschland Kurier“ ab 2018 die „Conservare Communications GmbH“ in Hamburg, Neuer Wall 50, angegeben. Die Hamburger Behörde für Kultur und Medien prüfte daraufhin eine mögliche „Verletzung des Impressumrechts nach Hamburgischem Pressegesetz“, da die Firma weder im Handelsregister noch beim zuständigen Gewerbeamt sowie der Hamburger Handelskammer bekannt war. Bei der angegebenen Firmenanschrift handelt es sich um eine Briefkastenadresse mit einer Postweiterleitung, was weder eine ladungsfähige Adresse des verantwortlichen Redakteurs noch eines gesetzlichen Vertreters des herausgebenden Verlages darstellt.
Im August 2021 bezahlte Conservare Communications GmbH laut Internetseite einen Netzauftritt, in dem Bendels als Sprecher zitiert und eine Kampagne gegen die Grünen mit Tausenden von Großplakaten, unter anderem auf Flächen von Ströer Media, in über 50 deutschen Großstädten angekündigt wurde. Ab dem 8. August 2021 wurden Plakate mit grünem Hintergrund geklebt, vor dem Schlagworte wie „Totalitär. Sozialistisch. Heimatfeindlich.“ oder „Klimasozialismus. Ökodiktatur. Enteignungsterror.“ standen. Auf den Plakaten selbst wurde, wie im Internet, auf die Conservare Communication GmbH mit Sitz in Hamburg als Finanzier der Kampagne verwiesen. Laut Bendels wurde die Kampagne „aus Spenden von Mittelständlern und engagierten Bürgern“ finanziert. Doch im Netzauftritt war keine Bankverbindung, sondern nur eine E-Mail-Adresse angegeben.

## Mitglieder und Finanzen
Es gibt Zweifel, ob Bendels oder Alexander Segert von der Schweizer PR-Agentur Goal AG den Verein steuerte. Im September 2016 berichtete Der Spiegel erstmals über Verbindungen von Alexander Segert zu dem Verein. Segert organisierte eine Veranstaltung mit dem tschechischen Expräsidenten Václav Klaus in Berlin: Die Goal AG charterte einen Spreedampfer, Segert wies vor Ort das Security-Personal an und dirigierte das angeheuerte Kamerateam. In dem Artikel wurde erstmals berichtet, dass die Goal AG vor den Landtagswahlen in Mecklenburg-Vorpommern und Berlin hunderte Plakatflächen für den Verein gebucht hatte. Segerts Goal AG  unterstützte außerdem unmittelbar eine Diskussionsveranstaltung mit (damaligem) Spitzenpersonal von AfD und FPÖ mit knapp 30.000 €.
Laut Medienberichten waren unter anderem auch Josef Konrad, Mitglied des AfD-Bezirksverbandes Oberfranken und Geschäftsführer der Polifakt Medien GmbH in Leipzig, und Michael Paulwitz im Verein aktiv. Laut Bendels beträgt die Zahl der Unterstützer mehr als 9000 Personen (Stand 2017).
Der Verein finanzierte sich durch Spenden. Das Nachrichtenmagazin Focus schätzte die Kosten für die Kampagne für die  Landtagswahlkämpfe 2016 auf einen sechs- bis siebenstelligen Betrag. Die Gesamtausgaben allein für Druck- und Vertriebskosten des Werbematerials belaufen sich gemäß einem Bericht der Zeit auf einen zweistelligen Millionenbetrag. Da der Verein zur Wahl der AfD aufruft, kam der Verdacht auf, die Aktionen seien mit der Partei abgesprochen und es handle sich dabei möglicherweise um verdeckte Parteispenden. Die Bundestagsverwaltung untersuchte mögliche Verbindungen zwischen dem Verein und der AfD, fand jedoch keine Hinweise.
Der Verein gab eine Stuttgarter Briefkasten-Adresse an, die von einer Office-Management-Firma betreut wird. Der Inhaber der Schweizer Werbeagentur Goal AG, Alexander Segert, gibt an, dass die Post von dort an seine Agentur weitergeleitet wurde.

## Kritik
Der Deutsche PR-Rat sprach im Dezember 2016 von einer „offensichtlich beabsichtigten Verschleierungstaktik“ und rügte den Verein.
Heidi Bank, Vorstandsmitglied von Lobbycontrol, sieht durch Spenden anonymer Akteure die Demokratie gefährdet, weil so die Wähler nicht wissen können, „wer den Wahlkampf finanziert und wem eine Partei danach zu Dank verpflichtet ist“.
Annette Sawatzki von Lobbycontrol sieht strukturelle Ähnlichkeiten zur Flick-Affäre, Christian Fuchs von der Wochenzeitung Die Zeit spricht dagegen von einer einmaligen Dimension in der deutschen Demokratie. Peter Kreysler zieht im Deutschlandfunk Parallelen zu den US-amerikanischen Super-PACs und sog. Dark Money, das auch im Fall des sog. Brexit die entscheidende Rolle gespielt habe.
Die auch auf Bitten der Alternative für Deutschland durchgeführte Wahlbeobachtung der Bundestagswahl 2017 durch die Organisation für Sicherheit und Zusammenarbeit in Europa führte diese mit Blick auf den Verein zur Erhaltung der Rechtsstaatlichkeit und bürgerlichen Freiheiten zur Forderung nach einer rechtlichen Regelung, die die Transparenz und Zuordenbarkeit der Wahlkampftätigkeit und -finanzierung sicherstelle. Effektiv habe der Verein für die AfD Wahlkampf gemacht, woher das Geld stamme, bleibe jedoch im Dunkeln.
Nachdem der Augsburger StadtZeitung vom 25. Juli 2018 der „Deutschland-Kurier“ beigelegt worden war, distanzierten sich Redaktion und Geschäftsführung am Folgetag von den Inhalten und baten die Leser um Entschuldigung. Der Beilagenauftrag sei über eine Agentur erfolgt, weshalb es keine inhaltliche Prüfung gegeben habe.
Die AfD steht im Verdacht der illegalen Parteienfinanzierung, nachdem sie meldepflichtige Großspenden verschleiert haben soll, indem diese in den Verein geflossen seien und somit nicht mehr meldepflichtig wären. Die AfD erstattete Strafanzeige gegen den Verein: Er habe unerlaubt AfD-Logos auf ihren Plakaten verwendet, was illegal wäre. Kritiker sehen darin den Versuch, aus der juristischen Verantwortung für eine illegale Parteienfinanzierung zu kommen.